# Кумы (Харьковская область)
Кумы (укр. Куми) — поселок, Красноградский городской совет, Берестинский район, Харьковская область, Украина.
Код КОАТУУ — 6323310102. Население по переписи 2001 года составляет 360 (180/180 м/ж) человек.

## Географическое положение
Поселок Кумы находится на расстоянии в 3 км от реки Берестовая (правый берег). На расстоянии в 2 км расположено село Перемога (Зачепиловский район). Через посёлок проходит железная дорога, станция Кумы.

## История
- 1910 — дата основания.

## Экономика
- Молочно-товарная ферма.
- Кумовский лесорассадник.